# Christian Calabrese
Christian Calabrese (Roma, 6 luglio 1969) è un giornalista, autore televisivo e blogger italiano.

## Biografia
Figlio di Giorgio Calabrese e di Annamaria Baratta, a otto anni fa la sua prima esperienza lavorativa in qualità di disc-jockey nella trasmissione radiofonica Il primo e l'ultimissimo, in onda su Radio 2, dove sceglie brani di musica leggera e sigle per i bambini. Nel 1986-1987 gira fotoromanzi per testate editoriali destinate ad un pubblico di adolescenti e nello stesso periodo incide provini di brani da sottoporre a cantanti di chiara fama.
Dopo il servizio militare, svolto nell'Arma dei Carabinieri, nella stagione 1990-1991 comincia a lavorare in RAI come programmista regista e consulente musicale in programmi quali I fatti vostri, Scommettiamo che...?, Prove e provini, Mille lire al mese, Papaveri e papere.
Nel 1996 comincia a collaborare al progetto editoriale del palinsesto notturno Rai, espletando la funzione di ricercatore-consulente musicale e programmista regista.
Nel 1999 si avvicina al web-team del sito Hit Parade Italia scrivendo articoli settimanali e collaborando alla stesura del sito stesso.
Nel 2007 lancia il blog musicale pensieri_p"33" che in poco tempo raggiunge alti ranking e migliaia di pagine visitate giornalmente. Il suddetto blog è spesso citato da libri e fonti web come bibliografia indispensabile.
Dal 2009 collabora alla trasmissione Da Da Da e successivamente Techetechetè in qualità di autore. In contemporanea nasce Da da da in musica, in onda su Rai Uno il sabato e la domenica, programma da lui gestito in completa autonomia fino al 2013. Il programma raggiunge più di 140 puntate.
Tra il 2013 e il 2015 collabora per una joint russo-polacca privata per un programma sullo stile di Da da da in musica dal titolo Italian Hits, venduto alle reti satellitari.
Ha collaborato anche con riviste specializzate come Musica Leggera e con la Discoteca di Stato per l'allestimento di alcune mostre.
Nel 2020 ha fondato con Francesco Coniglio la Suan Edizioni, con l'obiettivo di recuperare materiale musicale mai ristampato in digitale dalle case discografiche.
Dal 2016 collabora con la rivista musicale Vinile.